# Kolvi-Mandi Rajendrapur
Kolvi-Mandi Rajendrapur è una suddivisione dell'India, classificata come census town, di 7.860 abitanti, situata nel distretto di Jhalawar, nello stato federato del Rajasthan. In base al numero di abitanti la città rientra nella classe V (da 5.000 a 9.999 persone).

## Geografia fisica
La città è situata a 23° 57' 55 N e 75° 35' 47 E.

## Società

### Evoluzione demografica
Al censimento del 2001 la popolazione di Kolvi-Mandi Rajendrapur assommava a 7.860 persone, delle quali 4.119 maschi e 3.741 femmine. I bambini di età inferiore o uguale ai sei anni assommavano a 1.200, dei quali 657 maschi e 543 femmine. Infine, coloro che erano in grado di saper almeno leggere e scrivere erano 5.355, dei quali 3.140 maschi e 2.215 femmine.